# Verticordia serrata
Verticordia serrata là một loài thực vật có hoa trong Họ Đào kim nương. Loài này được (Lindl.) Schauer miêu tả khoa học đầu tiên năm 1841.